# Otto Adam (Mediziner)
Otto Wilhelm Rudolf Adam (* 28. August 1903 in Schumburg an der Desse; † 30. September 1967 in Bad Oeynhausen) war ein sudetendeutscher SS-Hauptsturmführer und Lagerarzt im KZ Sachsenhausen.

## Leben
Adam war Sohn eines Lehrers. Von 1922 bis 1928 studierte er Medizin an der deutschen Universität in Prag. Am 14. Januar 1928 erhielt er die Approbation. Anschließend arbeitete er als chirurgischer Assistenzarzt an der Universitätsklinik in Prag. Ab 1930 war er als praktischer Arzt in Bilin tätig. 
Zum 14. November 1938 trat er der Allgemeinen SS bei (SS-Nummer 347.121), zum 9. November 1942 erreichte er als höchsten Rang den eines SS-Hauptsturmführers. Seit 1940 wurde er bei der Einwandererzentralstelle in Posen eingesetzt. Ab November 1940 nahm er beim 8. SS-Regiment am Russlandfeldzug teil. Ab 28. November 1943 wurde er an der Ostfront als Truppenarzt in der 11. SS-Freiwilligen-Panzergrenadier-Division „Nordland“ eingesetzt und dort im Januar 1944 bei einem Zugunfall schwer verletzt. Am 20. September 1944 wurde er zur Amtsgruppe D III versetzt. Zunächst wenige Tage begann er seinen Dienst im KZ Sachsenhausen als Truppenarzt der SS-Wachmannschaft. Danach war er bis Ende Oktober 1944 in gleicher Funktion im KZ Dachau tätig. Seit Oktober 1944 war er als SS-Lagerarzt erneut im KZ Sachsenhausen tätig. Am 5. Februar 1945 wurde er zum KZ Flossenbürg versetzt, in dem er bis zur Räumung im April 1945 verblieb. 
Am 7. Januar 1948 wurde er aus der Internierung entlassen. Danach praktizierte er als Arzt in Hammelburg. Adam wurde vom Landgericht Münster am 19. Februar 1962 freigesprochen.